# Glückaufturm (Oelsnitz)
Der Glückaufturm ist ein in Stahlfachwerkbauweise ausgeführter Aussichtsturm in der Stadt Oelsnitz im Erzgebirge von ungewöhnlicher Bauform, die einem Fördergerüst ähnelt. Er steht auf der Halde des Deutschlandschachtes, einem ehemaligen Steinkohlenbergwerk, auf einer Höhe von 487 m ü. NHN.

## Beschreibung
Der im Jahr 2000 errichtete Glückaufturm ist 36 Meter hoch. Er wurde vom Architekturbüro Bernd Sikora in Leipzig entworfen und von der Firma Stahlbau Weischlitz errichtet. Bauherr des Turms war die Stadt Oelsnitz/Erzgeb. Baubeginn war am 21. Juni 2000, die Einweihung erfolgte am 21. November des gleichen Jahres.
Die Konstruktion des Turms besteht aus einem hochwertig verzinkten Stahlgerüst, das auf drei Punkten gelagert ist und die beiden Treppenanlagen sowie 9 Aussichtspodeste verbindet und trägt. Die drei untereinander verbundenen Einzelfundamente sind auf besondere Weise gegen Witterungseinflüsse und chemische Substanzen geschützt. Oberhalb ihrer Basis kann das Gerüst im Falle von später auftretenden Setzungen nachjustiert werden.
An der Westseite des Turms gelangt man über eine linksdrehende 26-stufige Wendeltreppe zur untersten Plattform, die weit nach Osten auskragt und von dort über eine gradläufige Treppe bestiegen werden kann. Der weitere Aufstieg bis zur obersten, auf gut 25 Meter Höhe gelegenen Aussichtsplattform erfolgt in der Mitte des Turms über eine rechtsdrehende Wendeltreppe mit 8 mal 14 Stufen und 7 Zwischenpodeste, von den jedes zweite wiederum nach Osten auskragt und von dort über wechselseitig angeordnete, geradläufige Treppen erreicht werden kann. Insgesamt sind beim Aufstieg über die Wendeltreppen 138 Stufen zu bewältigen.
An der obersten Aussichtsplattform, die einen sehr guten Rundumblick bietet, sind verschiedene Orientierungstafeln angebracht. An der Spitze des Turms befindet sich eine Wetterfahne.
Das Gewicht der Turmkonstruktion beträgt 81,7 Tonnen und das Volumen der Betonfundamente 62,3 Kubikmeter.

## Weiteres
Der Glückaufturm wurde für seine Architektur vom BDA Hamburg mit dem BDA-Preis Sachsen 2001 ausgezeichnet.